# Refuge des oiseaux d'Heinola
Le refuge des oiseaux d'Heinola (finnois : Heinolan lintuhoitola) est un refuge qui soigne les oiseaux sauvages blessés depuis 1963 et un parc ornithologique ouvert au public à Heinola en Finlande.

## Présentation
Environ 200 à 250 oiseaux sont soignés chaque année, dont 30 à 40 % peuvent être remis en liberté. Ceux qui ne peuvent être libérés pour une raison ou une autre resteront vivre au refuge. En plus des oiseaux locaux, on peut voir des perroquets qui ont échoué au refuge en raison de divers problèmes.
La saison commence en mai et se poursuit jusqu'à fin août. Même en hiver, il y a beaucoup à voir, car les espèces tolérantes au froid sont à l'extérieur et l'on peut apprendre à connaître la vie des perroquets dans le jardin d'hiver.
La ville d'Heinola gère le centre de soins ornithologique qui est devenue au fil des ans la destination touristique la plus populaire d'Heinola. Environ 100 000 à 120 000 personnes la visitent chaque année.